# 赵堂
赵堂（？—？），直隶大兴县（今北京市境内）人，是一名清朝地方官员。舉人出身。
1799年接替唐仲冕任奉贤县知县一职，1799年由周为宪接任。嘉慶九年（1804年），接替靳光斗。署任江蘇荆溪縣知縣。后由靳文鈞接任。